# Alte Burg Mühlhausen
Die Alte Burg Mühlhausen ist eine abgegangene Wasserburg in Mühlhausen, einem Stadtteil der baden-württembergischen Landeshauptstadt Stuttgart. Das Anwesen wurde im 13. Jahrhundert von den Herren von Mühlhausen erbaut und im 18. Jahrhundert abgebrochen.

## Lage
Die Burganlage lag beim Palm’schen Schloss im Tal des Feuerbach, zwischen der Ruine Engelburg im Südwesten und der Heidenburg im Nordosten.

## Geschichte
Die Burg ging wohl aus einer Turmhügelburg hervor, auf der die Edelknechte von Mühlhausen wohnten. Das Geschlecht erscheint 1257 mit dem Ritter Luithard von Mühlhausen (Luthardus de Mulhusen miles) und sein Sohn Cuno (et Cuno filius) in einem Schenkungsvertrag Bertholds von Blankenstein an das Kloster Mariental in Steinheim an der Murr. Die Herren von Mühlhausen bewohnten ihre Wasserburg bis zum Ende des 13. Jahrhunderts und siedelten dann auf die benachbarte Burg Hofen über, welche Cuno von Mühlhausen zu Lehen erhielt. Anschließend war die Alte Burg Mühlhausen im Besitz der Herren von Blankenstein, die auch die nahegelegene Engelburg bewohnten. Wie diese Burg dürfte auch die Alte Burg im so genannten Reichskrieg (1311 bis 1312) zwischen den Reichsstädten und dem Grafen Eberhard dem Erlauchten in Mitleidenschaft gezogen worden sein. Auch in den folgenden Kriegen dürfte die Anlage beschädigt, jedoch immer wieder aufgebaut worden sein. Auf einer Ansicht von Andreas Kieser aus dem Jahr 1686 war die Burg noch sichtbar. 1735 wurde das Anwesen abgebrochen und in einen Garten umgewandelt. Überreste der Grundmauern sind noch unterirdisch vorhanden.